# Primal Rage
Primal Rage is een computerspel dat werd uitgegeven door Time Warner Interactive. Het spel kwam in 1994 uit als arcadespel. Later volgde verschillende ports voor populaire homecomputers. uit die tijd.

## Platforms
| Jaar | Platform                                                                                   |
| ---- | ------------------------------------------------------------------------------------------ |
| 1994 | Arcade                                                                                     |
| 1995 | 3DO, Amiga, DOS, Game Boy, Game Gear, Jaguar, PlayStation, SEGA 32X, SNES, Sega Mega Drive |
| 1996 | SEGA Saturn                                                                                |

## Ontvangst
| Beoordeeld door                     | Platform    | Datum             | Score |
| ----------------------------------- | ----------- | ----------------- | ----- |
| The DOS Spirit                      | DOS         | 2 december 2013   | 83%   |
| Computer Gaming World (CGW)         | DOS         | oktober 1995      | 80%   |
| GamePro (USA)                       | Game Boy    | augustus 1995     | 80%   |
| neXGam                              | Game Gear   | 2002              | 70%   |
| PC Player (Duitsland)               | DOS         | oktober 1995      | 69%   |
| Amiga Joker                         | Amiga       | november 1995     | 61%   |
| IGN                                 | PlayStation | 25 november 1996  | 50%   |
| Total! (Duitsland)                  | Game Boy    | april 1996        | 40%   |
| Digital Press - Classic Video Games | SEGA 32X    | 20 september 2005 | 40%   |
| The Video Game Critic               | SNES        | 2 oktober 1999    | 25%   |